# Nomia terminata
Nomia terminata är en biart som beskrevs av Smith 1876. Nomia terminata ingår i släktet Nomia och familjen vägbin. Inga underarter finns listade i Catalogue of Life.